# Tomorrow (album d'Elva Hsiao)
Pour les articles homonymes, voir Tomorrow.
Albums de Elva Hsiao
Red Rose
(2000) 4 U
(2002)
Tomorrow est le 3e album de Elva Hsiao, sorti sous le label Virgin Records le 21 avril 2001 à Taïwan.

## Liste des titres
| 1.  | Ming Tian (明天; Tomorrow)                                          | 4:31 |
| 2.  | Mi Mi (秘密; Secret)                                                | 4:04 |
| 3.  | Let It Go (feat. Stanley Huang)                                     | 4:04 |
| 4.  | Tian Shi Zan Shi Li Kai (天使暫時離開; Angel that Left Temporarily) | 4:11 |
| 5.  | Zhang Hua Duan Shuo (長話短說; Brief)                               | 4:22 |
| 6.  | Wo Ai Ni Na Me Duo (我愛你那麼多; I Love You So Much)               | 3:42 |
| 7.  | Xia Yi Ci Lian Ai (feat. SAKURA) (下一次戀愛; The Next Love)        | 5:07 |
| 8.  | Ai Qing Mei (愛情美; Love Beauty)                                   | 3:38 |
| 9.  | Da Ying Wo (答應我; Promise Me)                                     | 4:34 |
| 10. | Ai Di San Ci (愛第三次; Love for the Third Time)                    | 3:46 |

| 1. | Summer Rose Concert Spectacular |  |